# Clerodendrum singwanum
Espèce
Clerodendrum singwanum B.Thomas est une espèce de plantes à fleurs de la famille des Lamiaceae, du genre Clerodendrum. Elle est endémique au Cameroun.